# Saline (Arkansas)
De Saline River (ook soms Saline Creek) is een rivier met een lengte van 325 km die ontstaat door de samenloop van drie kleinere rivieren uit de Ouachita Mountains nabij Benton (Arkansas). De rivier is niet afgedamd en stroomt zuidwaarts om uit te monden in de Ouachita. Hij hoort zo tot het stroomgebied van de Mississippi.